# Arnasco
Arnasco là một đô thị ở tỉnh Savona ở vùng Liguria của Ý, có khoảng cách khoảng 80 km về phía tây nam của Genoa và khoảng 40 km về phía tây nam của Savona. Tại thời điểm ngày 31 tháng 12 năm 2004, đô thị này có dân số 576 người và diện tích là 6,0 km².
Arnasco giáp các đô thị: Albenga, Castelbianco, Cisano sul Neva, Ortovero, Vendone, và Zuccarello.